# Rainer Zitelmann
Rainer Zitelmann, född 14 juni 1957 i Frankfurt am Main, är en tysk historiker, författare, managementkonsult och fastighetsexpert.

## Biografi
Zitelmann föddes 1957 i Frankfurt am Main som son till författaren och teologen Arnulf Zitelmann. Mellan 1978 och 1986 studerade han historia och statsvetenskap vid tekniska högskolan i Darmstadt. Sin första examen avlade han 1983 "mit Auszeichnung", sin andra examen 1987 också "mit Auszeichnung".
1986 promoverades Zitelmann till Fil. Dr. "summa cum laude" i historia vid tekniska högskolan i Darmstadt av Karl Ottmer von Aretin. Hans avhandling utgavs även som bok, med titeln "Hitler: The Policies of Seduction". Mellan 1987 och 1992 arbetade han som forskningsassistent vid Freie Universität Berlin.
Mellan 1992 och 1993 var han redaktionschef vid bokförlaget Verlage Ullstein und Propyläen (vid den tiden Tysklands tredje största förlagsgrupp) och ledamot i historieredaktionen. Snart därefter gick han över till dagstidningen Die Welt, en av Tysklands ledande dagstidningar. Här ledde han olika redaktioner, bland annat fastighetssektionen.
År 2000 grundande han företaget Dr.ZitelmannPB GmbH, som under de följande åren utvecklades till en av landets marknadsledare inom kommunikationskonsulting för fastighetsbolag. 2016 sålde han företaget inom ramen för en Management buyout. Zitelmann fördjupade sig dock inom fastighetsmarknaden med goda resultat, speciellt i Berlin. Han köpte in bostadshus för låga priser mellan 1999 och 2009, och sålde sedan av många av dem från och med 2015 – investeringar som tillskansade honom en stor förmögenhet.
Från 2011 publicerade han flera böcker om målsättningar, framgångar och finanser. Boken "Dare to be different and grow rich" översattes till tio språk.
2016 promoverades Zitelmann en andra gång, denna gång inom sociologi som Dr. rer. Pol (rerum politicarum, politisk vetenskap) "magna cum laude". Han promoverades av Wolfgang Lauterbach, den framstående tyske förmögenhetsforskaren, vid ekonomiska och samhällsvetenskapliga fakulteten vid Potsdams universitet med en avhandling vid namn Psychologie der Superreichen: Das verborgene Wissen der Vermögenselite.
Zitelmann skriver för ett flertal europeiska och amerikanska medier. Bland annat bidrar han med material till Die Welt, Frankfurter Allgemeine, Focus, Neue Zürcher Zeitung, The Daily Telegraph, City A.M., Le Point, Linkiesta och Svensk Tidskrift. Huvudsakliga teman i hans texter är försvaret av kapitalismen, samt rikedomsforskning.

## Historiska publikationer

### Hitlers världsåskådning
I sin första doktorsavhandling rekonstruerade Zitelmann, medelst omfattande källunderlag, Hitlers tankesätt, särskilt hans social-, ekonomisk- och inrikespolitiska idéer. Ett resultat av forskningen var att Hitler sysselsatt sig mycket mer med sociala och ekonomiska frågor än man dittills trott. Zitelmann visade därefter att antikapitalistiska och socialrevolutionära motiv spelade en större roll i Hitlers världsåskådning än man länge förstått, och att Hitler såg sig själv som en revolutionär.
Boken recenserades i talrika internationella facktidningar. I Journal of Modern History skrev Klemens von Klemperer: "Zitelmann has resolved to abstain fromm oral judgements; but his meticulous and responsible scholarship speaks all the louder. His book constitutes a milestone in our understanding of Adolf Hitler."
Efter sin avhandling publicerade Zitelmann flera böcker om Tysklands historia under 1900-talet.

## Samhällsvetenskapliga publikationer

### Psykologin hos superrika
2017 kom Zitelmanns studie om högt förmögna – med euroförmögenheter i sju- och åttasiffriga belopp – under titeln "Psychologie der Superreichen" (engelsk titel: The Wealth Elite). Undersökningen genomfördes medelst utförliga intervjuer med 45 väldigt rika personer, till stor del egenföretagare. Det rörde sig om en kvalitativ samhällsvetenskaplig studie, då det inte finns några representativa stickprover för de superrika. Merparten av de tillfrågade var multimiljonärer som tagit sig upp på egen hand. 
Studien visade att en stor andel av de superrika gjorde affärer parallellt redan under skol- eller universitetstiden. Däremot spelade utbildningsgraden ingen avgörande roll för rikedomen inom gruppen: i den högsta fjärdedelen (med förmögenheter mellan 300 miljoner och 3 miljarder Euro) fanns det fler personer utan avslutad universitetsutbildning än i den understa fjärdedelen (förmögenheter mellan 10 och 30 miljoner Euro). I sina beslut låter sig väldigt rika personer mindre ledas av analyser, och handlar mer på intuition. Den tysta kunskapen som erhålls av implicita – och ofta informella – inlärningsupplevelser var mycket mer kritisk än akademisk utbildning. Alla de tillfrågade genomförde också ett personlighetstest efter Big Five-teorin. Där visade det sig att samvetsgrannhet var särdeles stark, och neuroticism särdeles svag, bland de högt förmögna. Även extroversion och öppenhet inför nya erfarenheter var uttalat starka. Detta motsvarar tidigare forskningsresultat. Däremot har forskningen länge underskattat säljfärdigheternas roll i de högt förmögnas finansiella framgångar: de själva skattar värdet av dessa förmågor extraordinärt högt. De flesta av de väldigt rika hade upplevt betydande bakslag och kriser under processen att förvärva sina rikedomar – och det framgick under intervjuerna att de sätt på vilka de undgått nederlag uppvisar stora likheter. En viktig lärdom från undersökningen: Många "Selfmade"-superrika är uttalade icke-konformister som alltid simmat mot strömmen och på detta sätt kunnat bygga sina förmögenheter. Studien blev uppmärksammad världen över, och utgavs på tyska, engelska, kinesiska och koreanska.
Om boken skrev Financial Times: "Rainer Zitelmann’s study of the psychology of the super rich is an ambitious project. Few could be better qualified for it than Dr Zitelmann – an historian, sociologist, journalist, businessman and investor. There has been no comparable study and it is a compelling read for all who need to understand the characteristics and motivations of rich entrepreneurs. These people drive economic growth, back innovation, create jobs and finance philanthropic projects. So why has such a study never been attempted before? It is hard to access these people and design questionnaires that generate a meaningful response."

### Fördomar och stereotyper om de rika
2020 utkom Zitelmanns bok "The rich in public opinion". Zitelmann kritiserade att forskningen kring fördomar om rika hittills endast befattat sig med en minoritet av de rika. Boken kom i en svensk upplaga 2021 som även inkluderar data för Sverige utgiven av Svensk Tidskrift. Boken baseras på en internationell utfrågning via opinionsinstituten Allenbach och Ipsos MORI i Tyskland, USA, Storbritannien, Spanien, Italien och Frankrike. Utifrån dessa frågor kom tre grupper att utkristalliseras: Socialt avundsjuka, ej avundsjuka samt ambivalenta. Till gruppen socialt avundsjuka hör i Tyskland 33 %, Frankrike 34 %, USA 20% och i Storbritannien 18 %. Gruppen socialt avundsjuka är 21 % i Sverige. Hur stor andel i de olika länderna som betecknas som ”socialt avundsjuka” mäts genom en kombination av frågor, som tillsammans lägger grunden för en Social Envy Coefficient. Ju lägre värde på koefficienten, desto ovanligare är avundsjuka inom befolkningen. För Sveriges del landar värdet på 0,44. I den jämförelsen står svenskarna nära amerikanerna (0,42) och britterna (0,37), men längre ifrån fransmännen (1,26) och tyskarna (0,97).
Skillnaderna mellan de två kategorierna visar sig primärt på ett dussin punkter. Gruppen avundsjuka såg egoism, hänsynslöshet, materialism, arrogans, girighet, känslokyla och ytlighet som de vanligaste personlighetsdragen hos rika. Endast två av de 25 personlighetsdrag som de socialt avundsjuka personerna nämnde är positiva, medan 23 är negativa. Ur de icke-avundsjukas synvinkel var däremot de rikas vanligaste personlighetsdrag flit, intelligens, våghalsighet, materialism, uppfinningsrikedom och visionärt tänkande.

## Publikationer i urval
- The Nazi Elite, New York Univ Pr, New York 1993, ISBN 978-0-81477-950-7.
- Hitler: The Policies of Seduction, Allison & Busby, London 2000, ISBN 978-1-90280-903-8.
  - Ny utgåva: Hitler's National Socialism. Management Books 2000, Oxford 2022, ISBN 978-1-852-52790-7. Uppdaterad version med ett förord: Om den senaste historieskrivningen om Hitler och nationalsocialismen (1996-2020).
- Dare to be Different and Grow Rich,  Indus Source Books, Mumbai 2012, ISBN 978-8-18856-937-3.
- Wenn du nicht mer brennst, starte neu!: Mein Leben als Historiker, Journalist und Investor, FinanzBuch Verlag, München 2017, ISBN 978-3-95972-031-1.
- The Wealth Elite: A groundbreaking study of the psychology of the super rich, Lid Publishing, London och New York 2018, ISBN 978-1-91149-868-1.
- The Power of Capitalism: A Journey Through Recent History Across Five Continents, Lid Publishing, London och New York 2018, ISBN 978-1-91255-500-0.
- Dare to be Different and Grow Rich: The Secrets of Self-Made People,  Lid Publishing, London och New York 2019, ISBN 978-1-91255-567-3.
- The Art of a Successful Life: The Wisdom of the Ages from Confucius to Steve Jobs., Lid Publishing, London och New York 2020, ISBN 978-1-91255-567-3.
- The Rich in Public Opinion: What We Think When We Think about Wealth, Cato Institute, Washington 2020, ISBN 978-1-94864-767-0.
- Förebilder och syndabockar – Synen på rika i Sverige och andra länder, Förlagsaktiebolaget Svensk Tidskrift 2021,  ISBN 9789198664126